# Портишки мост
Портишкият мост (на гръцки: Γεφύρι Πορτίτσας) е каменен мост в Егейска Македония, Гърция.
Мостът е разположен на река Венетикос, на 45 километра югозападно от Гревена. Свързва селата Спилео и Монахити, в източните възвишения на Пинд, в края на долината Канави, точно пред началото на красивия пролом Портица. Мостът е построен в 1743 година с пари, събрани от манастира „Успение Богородично“. Има две дъги, от които по-голямата достига 13,80 m, а малката 5 m. Общата дължина е 34 m и широчина 2,70 m, а общата височина достига до 7,80 m.
В 1995 година мостът е обявен за защитен паметник.